# انگور تازه‌خوری

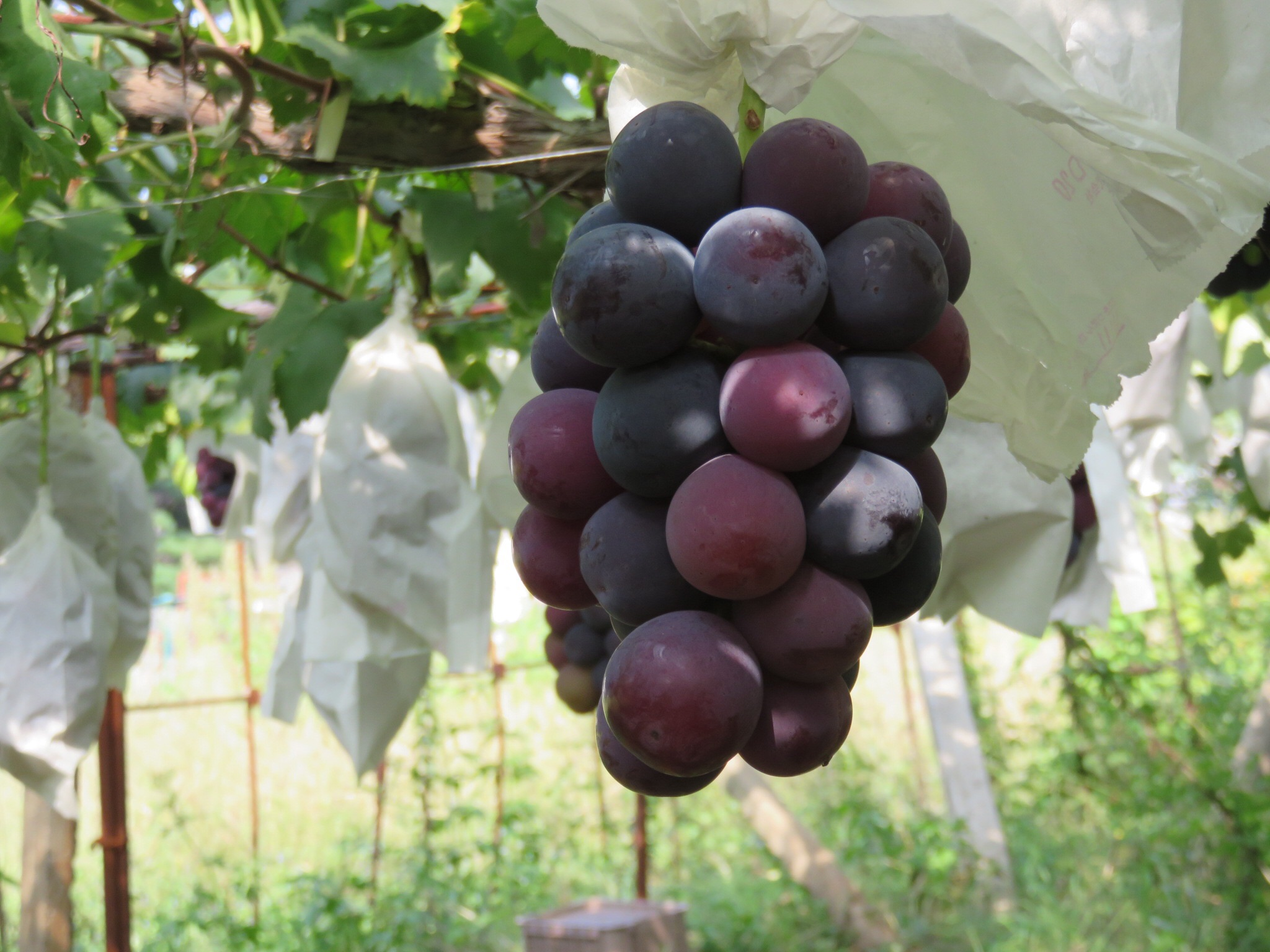
انگور پایون پیش از برداشت.

اصطلاح انگور تازه‌خوری به انگورهایی گفته می‌شود که برای مصرف تازه کشت می‌شوند. در مقابل، انگورهایی هستند برای تولید نوشیدنی و آب‌میوه یا خشک‌کردن (مانند کشمش) مورد استفاده قرار می‌گیرند. انگورهای تازه‌خوری می‌توانند به صورت دانه‌دار یا بی‌دانه باشند و از نظر رنگ، اندازه، شیرینی و سازگاری با شرایط رشد محلی بسیار گسترده‌اند.
نوع محبوب انگور تازه‌خوری تجاری، تامپستون بدون دانه و فِلِیم بدون دانه هستند. کاشت این نوع انگور در بین تولیدکنندگان به دلیل عملکرد بالا و مقاومت نسبی در برابر آسیب بسیار متداول است.

## بازار
شیلی، پرو، ایالات متحده، چین، ترکیه، اسپانیا، آفریقای جنوبی و استرالیا همگی تولیدکنندگان و صادرکنندگان عمده انگور خوراکی هستند. تولید جهانی انگور تازه‌خوری در سال ۲۰۱۶ توسط USDA در جهان ۲۱٫۰ میلیون تن در سال تخمین زده شد که چین به تنهایی ۹٫۷ میلیون تن از این کل را تشکیل می‌دهد. شیلی بزرگ‌ترین صادرکننده انگور تازه‌خوری در جهان با بیش از هشتصد هزار تن است که اغلب صادرات خود را به بازارهای آمریکای شمالی و اروپا انجام می‌دهد. در مقابل، چین درصد کمی از تولید خود، ۲۴۷۰۰۰ تن در سال را به بازارهای جنوب شرق آسیا صادر می‌کند.

## نگارخانه

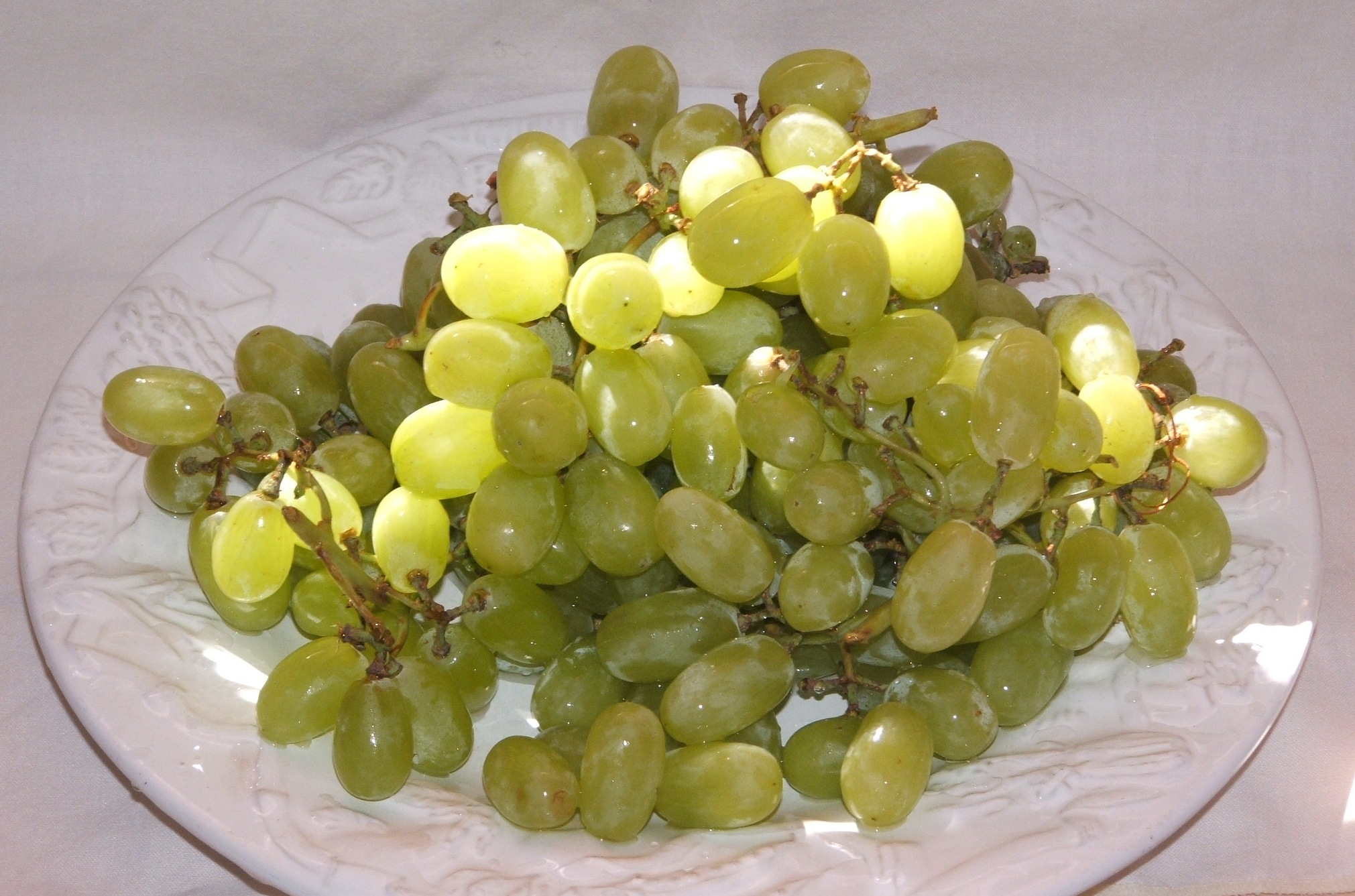
انگور تازه‌خوری سلطانی
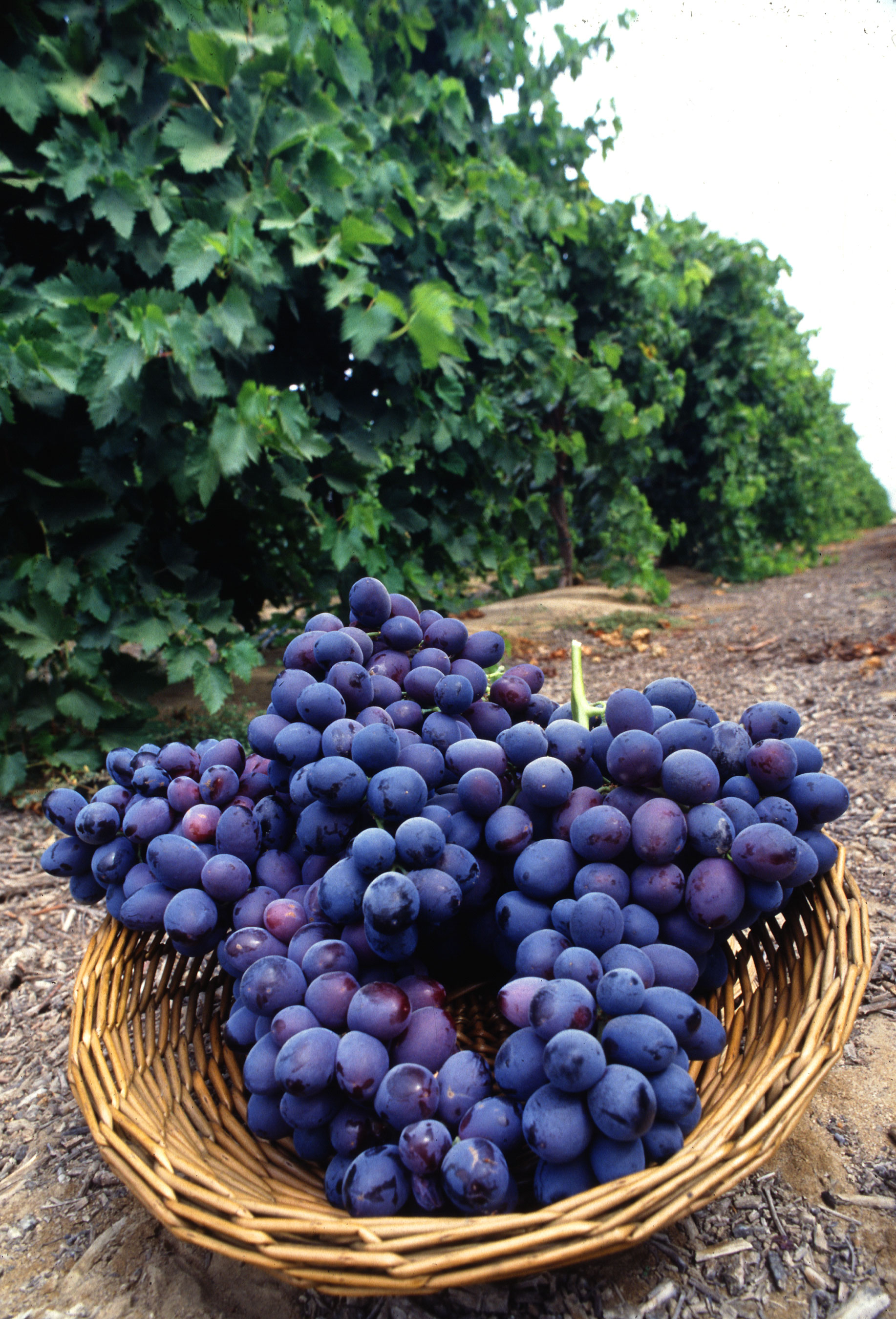
انگور تازه‌خوری اوتم رویال کالیفرنیا
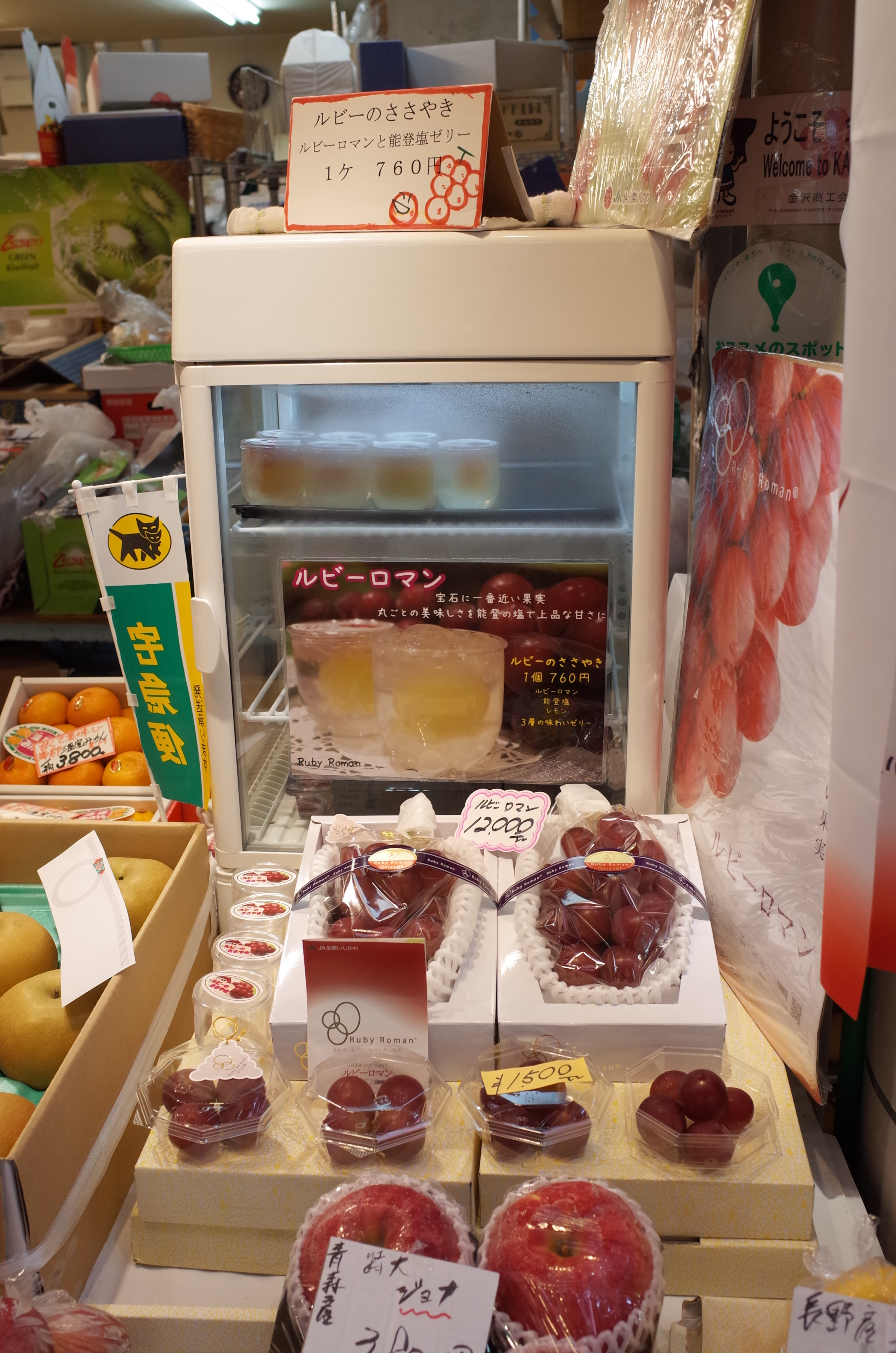
انگور روبی رومن، گران قیمت‌ترین نوع انگور
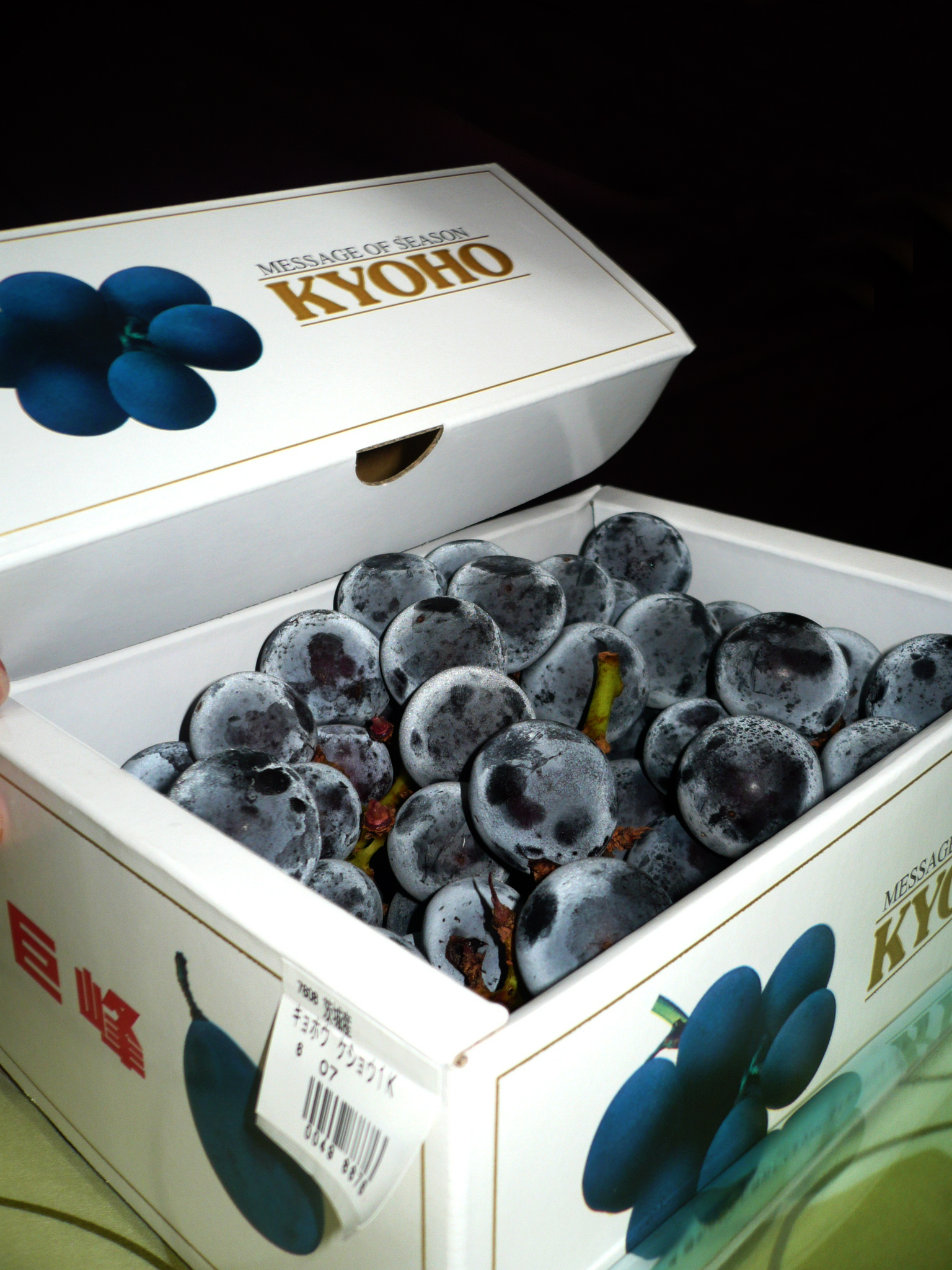
انگور کیوهو